# История евреев Бельгии
В Бельгии иудаизм появился ещё в I в. нашей эры. Накануне Второй мировой войны еврейская община Бельгии насчитывала 66 000 и до сегоняшнего дня она уменьшилась наполовину. Тем не менее, в последнее время многие евреи иммигрируют из других европейских стран (в частности, из Франции и Нидерландов) и Израиля в Бельгию.

## История

### Первые упоминания
Первые евреи прибыли на территорию современной Бельгии с римлянами в середине первого века нашей эры. Евреи были упомянуты ещё в 1200 году в герцогстве Брабант. Ивритские надписи на надгробиях и названия улиц, как (фр. "rue des Juifs") или «улица евреев», восходят к 1255 году.
В 1261 г. герцог Генрих III завещал выслать всех евреев из провинции, но его вдова разрешила им остаться.
Еврейская община дополнительно пострадала во время крестовых походов, так как многие евреи, отказавшиеся принять крещение, были преданы смерти. Эта ранняя община в основном исчезла после еврейских погромов во время чумы 1348—1350 и, наконец, массовых убийств в Брюсселе в 1370

### Сефарды
В XVI-м веке многие евреи-сефарды, которые были изгнаны из Испании, обосновались в Бельгии и Нидерландах. Кроме того, многие Марраны обосновались в Антверпене в конце XV-го века.

### XVIII и XIX век
После 1713 года, с началом австрийского правления Габсбургов в Бельгии, особенно при императоре Иосифе II, евреи приобрели больше прав, таких как право на занятие тем или иным ремеслом, право на землевладение и управление своими кладбищами. Ряд ашкеназских евреев иммигрировали в области в этот период. Положение евреев в Бельгии улучшалось, как правило, при французской и голландской власти.
Вскоре после бельгийской независимости в 1830 году, иудаизму был присвоен статус официально признанной религии (помимо римского католицизма, веры большинства страны, и протестантизма). 17 марта 1832 г. Центральная еврейская консистория Бельгии была основана в качестве официального представителя еврейской религии к бельгийским властям. Большая синагога в Брюсселе была построена в 1876—1877 г.
На рубеже веков центр мировой алмазной торговли переместился из Амстердама в Антверпен, в результате чего многие еврейские торговцы и огранщики алмазов переселились туда. Во время Первой мировой войны, многие бежали в нейтральную Голландию, но они вернулись после войны. Многие польские и румынские евреи эмигрировали в 1920-е. Нацистские гонения принесли волны немецких и австрийских евреев в 1930-е годы.

### Холокост
Накануне оккупации Бельгии Германией в 1940 г. там проживали более 65 тыс. евреев. В Антверпене жили 35000 евреев, в Брюсселе 25000. 22000 евреев были беженцами из Германии, многие из которых (мужчины) вступили в бельгийскую армию добровольцами но всё равно находились под наблюдением бельгийской полиции. Только около 6 % еврейского населения Бельгии были гражданами страны.
Бельгия была оккупирована нацистской Германией в период с мая 1940 года по сентябрь 1944 года. Несмотря на это, народное сопротивление в некоторых городах затрудняло полную реализацию антисемитской политики.
22 июля 1942 г. нацисты приступили к истреблению оставшихся в Бельгии евреев. Примерно 45 % бельгийских евреев (25.484 человек) были сосланы в концентрационные лагеря из Мехелена после чего отправлены в лагеря смерти, в основном в Освенцим. Только 1200 из них пережили войну.
Местная Бельгийская полиция проводила облавы на евреев, трижды в Антверпене и один раз в Брюсселе, помогая немцам в выполнении их планов по отношению к евреям.
Более двадцати тысяч наименований бельгийских еврейских жертв начертаны на стенах памятника, некоторые из которых были убиты на территории Бельгии, но многие из них были отправлены в лагеря смерти и казнены.
Бельгия была единственной оккупированной страной, в которой был остановлен транспортный поезд «Двадцатый конвой», чтобы дать депортированным шанс спастись.
В общей сложности около 28900 бельгийских евреев погибло между 1942 и 1945 годом.
Комитет еврейской обороны, который работал с национальным движением сопротивления — Фронтом Независимости, была крупнейшим еврейским движением самообороны в Бельгии во время войны. Он создал сеть укрытий, благодаря которым были спасены три тысячи детей и десять тысяч взрослых.
Значительную помощь евреям оказали также бельгийцы, в том числе деятели католической церкви (особенно кардинал ван Руй).
В период Второй Мировой войны большинство евреев бежало из Бельгии, главным образом во Францию.
Более двадцати тысяч наименований бельгийских еврейских жертв начертаны на стенах памятника, некоторые из которых были убиты на территории Бельгии, но многие из них были отправлены в лагеря смерти и казнены.

### Послевоенный период
Бельгия была одной из первых стран, установившей дипломатические отношения с Израилем.
В 1967 г. в демонстрациях в поддержку Израиля в Бельгии (во время Шестидневной войны) участвовали люди различных национальностей, и большая часть прессы Бельгии выступила в защиту Израиля.
Значительная часть населения Бельгии продолжала оставаться произраильской и в ходе Войны Судного дня.
В 1973 г. в Бельгии проживало около 40 тыс. евреев (главным образом в городах, из них 24,5 тыс. в Брюсселе и 13 тыс. в Антверпене). Большинство евреев Бельгии принадлежит к среднему классу и занято в различных отраслях промышленности и торговли. В Бельгии существует около 100 еврейских организаций, из которых значительным влиянием пользуется Сионистская федерация Бельгии. После создания Государства Израиль разногласия между сионистами и несионистами смягчились.
В 1992 г. главным раввином столицы Бельгии был избран выходец из СССР А. Хайкин.

## Cегодня
На сегодняшний день в Бельгии проживают около 42 тыс. евреев. Община в Антверпене (около 20 тыс. человек) является одной из крупнейших в Европе, и одной из последних в мире, где идиш является основным языком. Кроме того, очень высокий процент (95 %) еврейских детей в Антверпене получил еврейское образование. В современной Бельгии существуют пять еврейских газет и более 45 активных синагог, 30 из которых находятся в Антверпене.

## Антисемитские инциденты
Согласно отчету JTA, число актов антисемитизма в 2012 году было самым высоким с 2009 года. 80 антисемитских инцидентов были зарегистрированы в Бельгии в 2012 году, на 23 % больше по сравнению с 2011 г. и общее увеличение на 34 % по сравнению с 2000 г. Пять из инцидентов были связаны с физической атакой, три из которых произошли в Антверпене.
- В октябре 2013 года, Иси Лейблер, бывший президент Исполнительного совета австралийского еврейства, сообщил о тревожном увеличении уровня антисемитизма в Бельгии. Лейблер описал широкое применение антисемитских карикатур в средствах массовой информации, включая карикатуру на официальном центральном образовательном сайте Фландрии, сравнивающую Израиль с нацистской Германией. Кроме того, он описал увеличение на 30 % числа антисемитских инцидентов, в том числе физического насилия и вандализма еврейских учреждений. Согласно данным опроса, проведенного среди восьми еврейских общин в восьми странах Европейского Союза, 88 % еврев Бельгии считают, что в течение последних лет, антисемитизм усилился в их стране. 10 % бельгийских респондентов сообщили, что они пострадали от случаев физического насилия или угроз из-за их принадлежности к еврейству с 2008 года. Большинство жертв не сообщали об инцидентах в полицию.[5]
- Антисемитские атаки возобновились в мае 2014 года, когда четыре человека были убиты в результате стрельбы в бельгийском Еврейском музее в Брюсселе.[6]
- Два дня спустя, молодой мусульманин вошел в CCU (Еврейский культурный центр) во время мероприятия и скандировал расистские оскорбления.[7]
- Месяц спустя, школьный автобус в Антверпене, который вёз 5-летних еврейских детей был забросан камнями группой мусульманских подростков.[8]
- В конце августа 2014 году было совершено нападение на 75-летнюю еврейскую женщину, которая была сбита с ног из-за её фамилии еврейского звучания.[9]
- С начала операции «Нерушимая скала» в секторе Газа (июль-август 2014), случаи антисемитских нападений в Бельгии участились.

## Анализ данных
Обзор исследования, опубликованный в 2015 году Институтом по изучению глобального антисемитизма и политики (ISGAP) показал, что в ходе опроса, проведенного в Брюсселе, более половины респондентов-мусульман согласились с антисемитскими заявлениями, такими как: «Евреи хотят доминировать все» и «евреи подстрекают к войне и обвиняют других». Обзор в котором были проанализированы несколько исследований, касающихся антисемитизма в Европе, показал, что уровень антисемитских настроений значительно выше среди мусульман, чем среди немусульман.
Опрос ADL опубликованный в июне 2015 года показал увеличение уровня обеспокоенности по поводу насилия в отношении евреев в Бельгии. Кроме того, 7 % участников заявили, что число евреев, погибших во время Холокоста была сильно преувеличена историей. В последующем опросе 53 % респондентов согласились с высказыванием: «Насилие в отношении евреев является симптомом глубоких антиеврейских чувств у некоторых людей в моей стране». ADL также провели исследование антиеврейских настроений внутри мусульманского населения Бельгии. Результаты показали, что 82 % мусульман Бельгии согласились с высказыванием : «евреи имеют слишком большую власть в деловом мире», по сравнению с 36 % населения страны, которые согласились с ним. Во всех одиннадцати категориях, включенных в исследование, мусульманское население достигло более высокого уровня соглашения с антиеврейскими стереотипами.
В 2015 году Агентство по основным правам опубликовало свой ежегодный обзор данных об антисемитизме в Европейском Союзе. В результате был обнаружен постоянный рост антисемитизма в Бельгии за последние десять лет. Данные Интер-Федерального Центра по обеспечению равных возможностей показывает, что было получено 130 жалоб на антисемитизм в течение 2014 года, по сравнению с 85 жалоб в 2013 году. Кроме того, количество инцидентов в каждой категории увеличилось в 2014 году по сравнению с 2013 г.
ADL (Антидиффамационная лига) опубликовала на 2016 обновление для своего «ADL Global 100» который содержал обновленную информацию об антисемитском отношении к евреям в Бельгии. Результаты исследования показали снижение доли населения скрывающих антисемитские настроения (21 % в 2015 году, по сравнению с 27 % в 2014 году). Кроме того, исследование показывает, что 46 % респондентов согласны с фразой «евреи более лояльны к Израилю, чем к этой стране», и что 39 % респондентов согласны с фразой «евреи по-прежнему слишком много говорят о том, что случилось с ними во время Холокоста».